# NATS Holdings
Pour les articles homonymes, voir Nats (homonymie).
 (août 2013).
Si vous disposez d'ouvrages ou d'articles de référence ou si vous connaissez des sites web de qualité traitant du thème abordé ici, merci de compléter l'article en donnant les références utiles à sa vérifiabilité et en les liant à la section « Notes et références ».

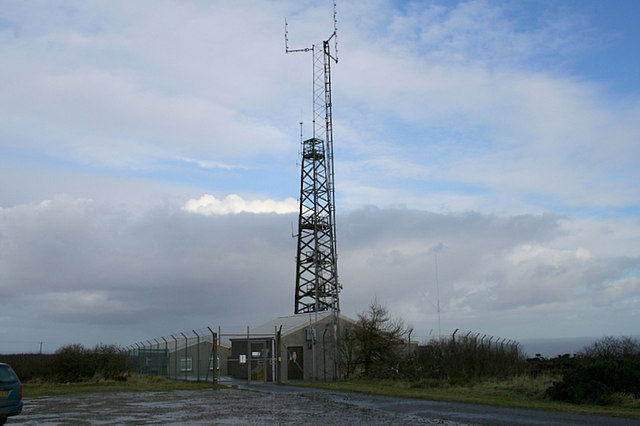
Station de trafic aérien à Windyhead Hill

NATS est le principal prestataire de services de navigation aérienne (ANSP) au Royaume-Uni. Il rend les services de contrôle aérien en-route dans l'ensemble du Royaume-Uni et ceux de contrôle d'approche et d'aérodrome sur une quinzaine d'aéroports. Originellement de statut public et nommé National Air Traffic Services, c'est désormais une société de droit privé. NATS compte environ 5000 employés,  en majorité des contrôleurs aériens, des techniciens et des assistants de contrôleurs.

## Activités

### Contrôle en route
NATS En-Route Ltd gère trois sites de contrôle en route :
- le site de l'aéroport de Manchester héberge le centre de contrôle régional de Manchester, qui gère le trafic en route jusqu'au niveau de vol 285 au-dessus du nord et du centre de l'Angleterre.

- le site de Swanwick, au sud de Londres, héberge le centre de contrôle régional de Londres (LACC, pour London Area Control Centre) qui gère le reste du trafic en route au-dessus de l'Angleterre et du Pays de Galles, et le centre de contrôle terminal de Londres (LTCC, pour London Terminal Control Centre) qui gère le contrôle d'approche des aérodromes londoniens ainsi que les secteurs de contrôle en route qui alimentent ces aérodromes.

- le site de Prestwick, en Écosse, héberge le centre de contrôle régional écossais (ScACC, pour Scottish Area Control Centre) qui gère le trafic en route au-dessus de l'Écosse et de l'Irlande du Nord, et le centre de contrôle océanique de Prestwick (POACC) qui gère la région atlantique nommée Shanwick.

### Contrôle d'approche et d'aérodrome
NATS Services Ltd gère le contrôle d'approche et d'aérodrome pour quinze aéroports : Londres Heathrow, Londres Gatwick, Londres Stansted, Londres City, Londres Luton, Southampton, Aberdeen, Edinburgh, Glasgow, Cardiff, Birmingham, Bristol, Gibraltar, Farnborough, Manchester et Belfast.